# Svenska byggnadsvårdsföreningen
Svenska byggnadsvårdsföreningen (SBF), även bara Byggnadsvårdsföreningen, är en oberoende ideell förening som påbörjade sin verksamhet 1975, under det europeiska byggnadsvårdsåret, vilket initierats av Europarådet. Föreningen jobbar för skydda, vårda och bevara byggnader och bebyggelsemiljöer från alla tider. Det görs genom att skapa opinion, sprida och förmedla kunskap om byggnadsvård, beprövad byggnadsteknik och hållbart byggande.

## Mål

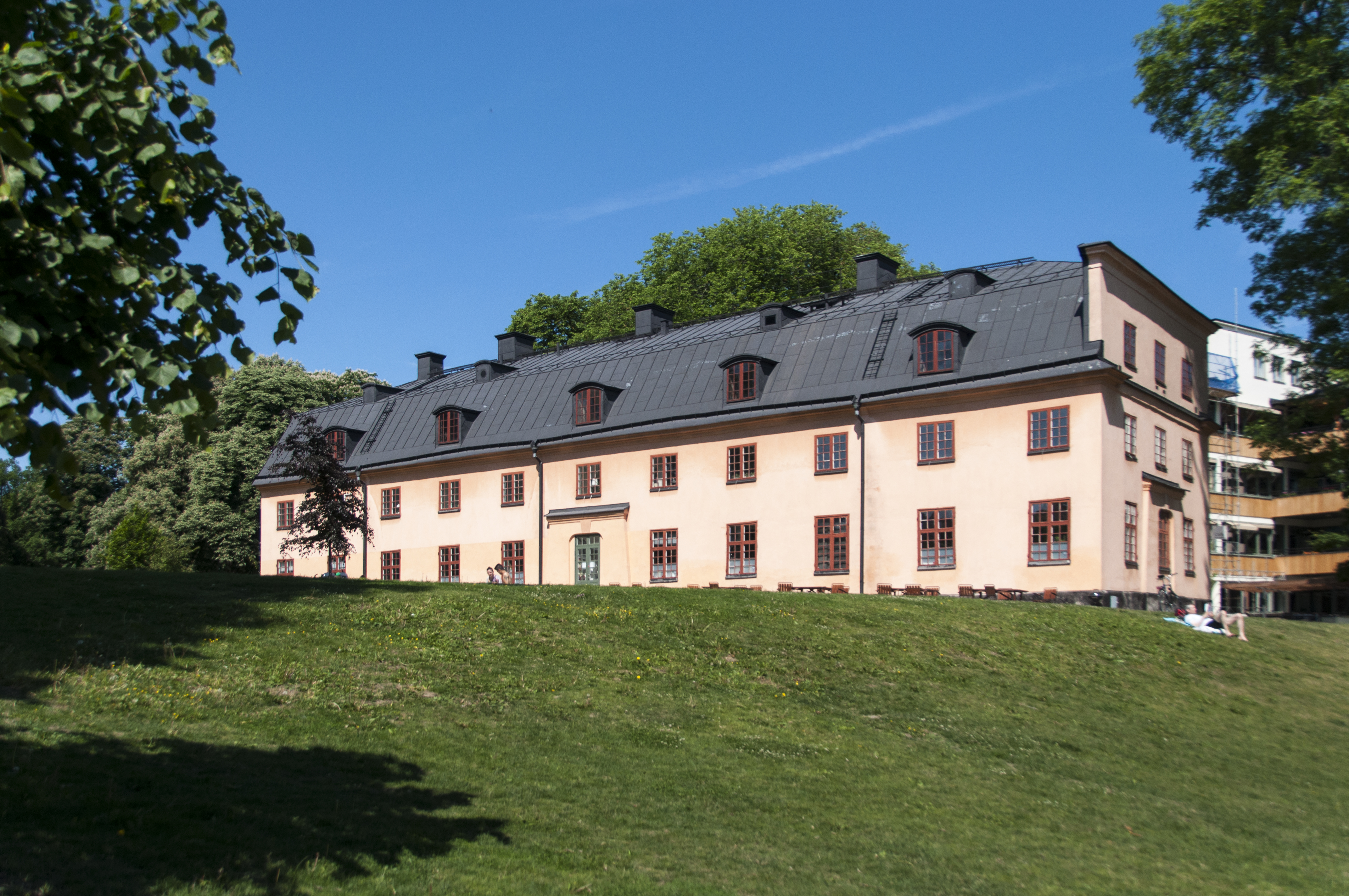
Föreningen har sina lokaler i Katarinahuset, Sabbatsberg.

Föreningen har till ändamål att verka för byggnadsvårdens utveckling - i människans och samhällets tjänst. I deras uppdrag ingår bland annat att verka för att byggnader och bebyggelsemiljöer från alla tider skyddas och bevaras, att främja utbildning och forskning om den äldre bebyggelsens speciella förutsättningar och historia, opinionsbildning i frågor om byggnadsvård och byggnadskultur i samhällsdebatt och miljöpolitik, att sprida kunskapen om äldre, beprövad byggnadsteknik, att främja god kvalitet i nutida planering och bebyggelse, att samarbeta med sammanslutningar och enskilda som har intresse för byggnadsvård och byggnadskultur samt att utveckla internationella kontakter på byggnadsvårdsområdet.

## Organisation

### Styrelse
SBF:s styrelse består av åtta till tolv medlemmar samt en styrelseordförande. Här återfinns personer med olika typer av kompetens; hantverkare, arkitekter, antikvarier, ingenjörer och opinionsbildare – bland annat. Styrelsen har möte tio gånger per år.

### Kansli
Föreningen har sitt kontor i Katarinahuset, Sabbatsberg i Stockholm. Här arbetar år 2022 tre personer. Kansliet utgörs av en verksamhetsledare, en föreningsadministratör och en kommunikatör.

### Redaktion
För föreningens medlemstidskrift Byggnadskultur (se under "Kunskapsförmedling" finns också en redaktion som utgörs av en redaktör och en formgivare. Ansvarig utgivare är föreningens styrelseordförande.

### Valberedning
Föreningens valberedning utgörs av tre av föreningens årsmöte utnämnd representanter.

### Länsombud
Runtom i landet finns ett femtiotal länsombud år 2022. Ombuden besitter olika specialkompetenser och bistår föreningens medlemmar med råd inför t.ex. renoveringar och anordnas själva arrangemang i föreningens regi.

## Verksamhet

### Opinionsbildning

#### Yttranden och remisser
Som en del i sitt övergripande uppdrag att skydda, vårda och bevara byggnader och bebyggelsemiljöer från alla tider bedriver SBF ett omfattande opinionsarbete i bland annat rivnings- och bygglovsärenden. Under 2021 bedrev man ett 40-tal ärenden.

#### Gula listan
2009 upprättade föreningen en observationslista över kulturhistoriskt värdefulla byggnader och miljöer i Sverige som hotas av rivning, ovarsam ombyggnad eller bristande underhåll, kallad Gula listan. Målet med Gula listan är att genom ökad uppmärksamhet bidra till en ökad varsamhet i hanteringen av det bebyggda kulturmiljöarvet och en bättre efterlevnad av Kulturmiljölagen och Plan- och bygglagens varsamhetsparagrafer, såväl hos privatpersoner som myndigheter.

### Kunskapsförmedling

#### Byggnadskultur
SBF har en egen tidskrift, Byggnadskultur, som utkommer med fyra nummer per år och innehåller tips och råd om praktisk byggnadsvård, reportage från olika restaureringsprojekt samt hantverk och debatt i aktuella byggnadsvårdsfrågor.

#### Artikelbank
I enlighet med föreningens uppdrag, att insamla, förvalta och sprida kunskap om god byggnadsvård, om hållbara material och metoder, erbjuder man alla, helt kostnadsfritt, en artikelbank med nära 900 artiklar i ämnet byggnadsvård.

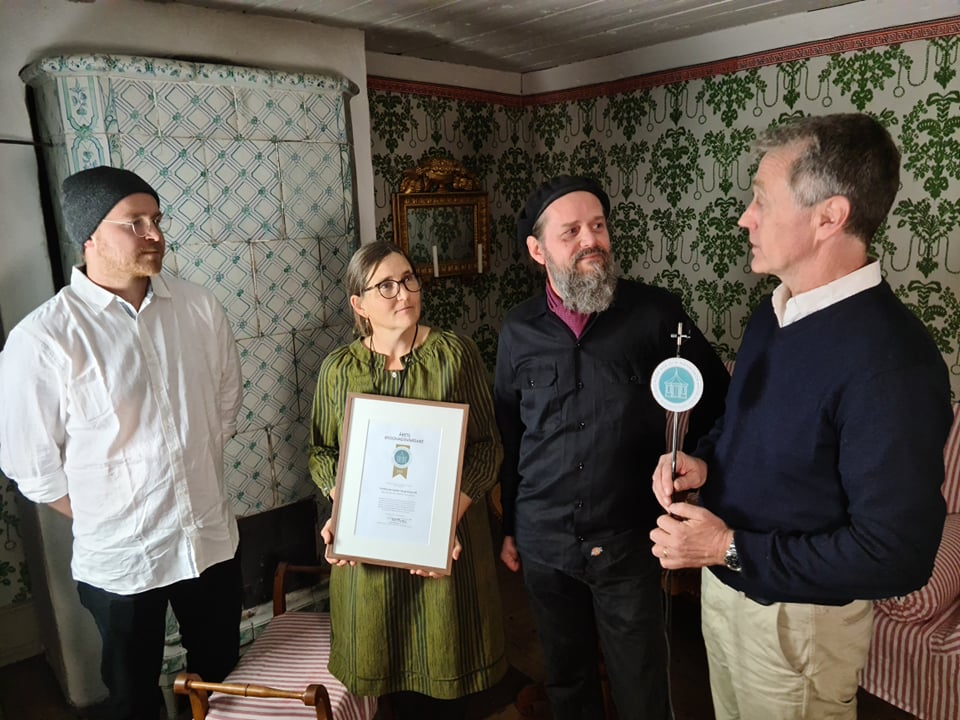
Mottagare av Årets byggnadsvårdare var Handtryckta tapeter Långholmen AB. Från vänster: Trevor, Sara, Mats, Handtryckta tapeter, Stephan Fickler, verksamhetsledare Svenska byggnadsvårdsföreningen.

### Priser & utmärkelser

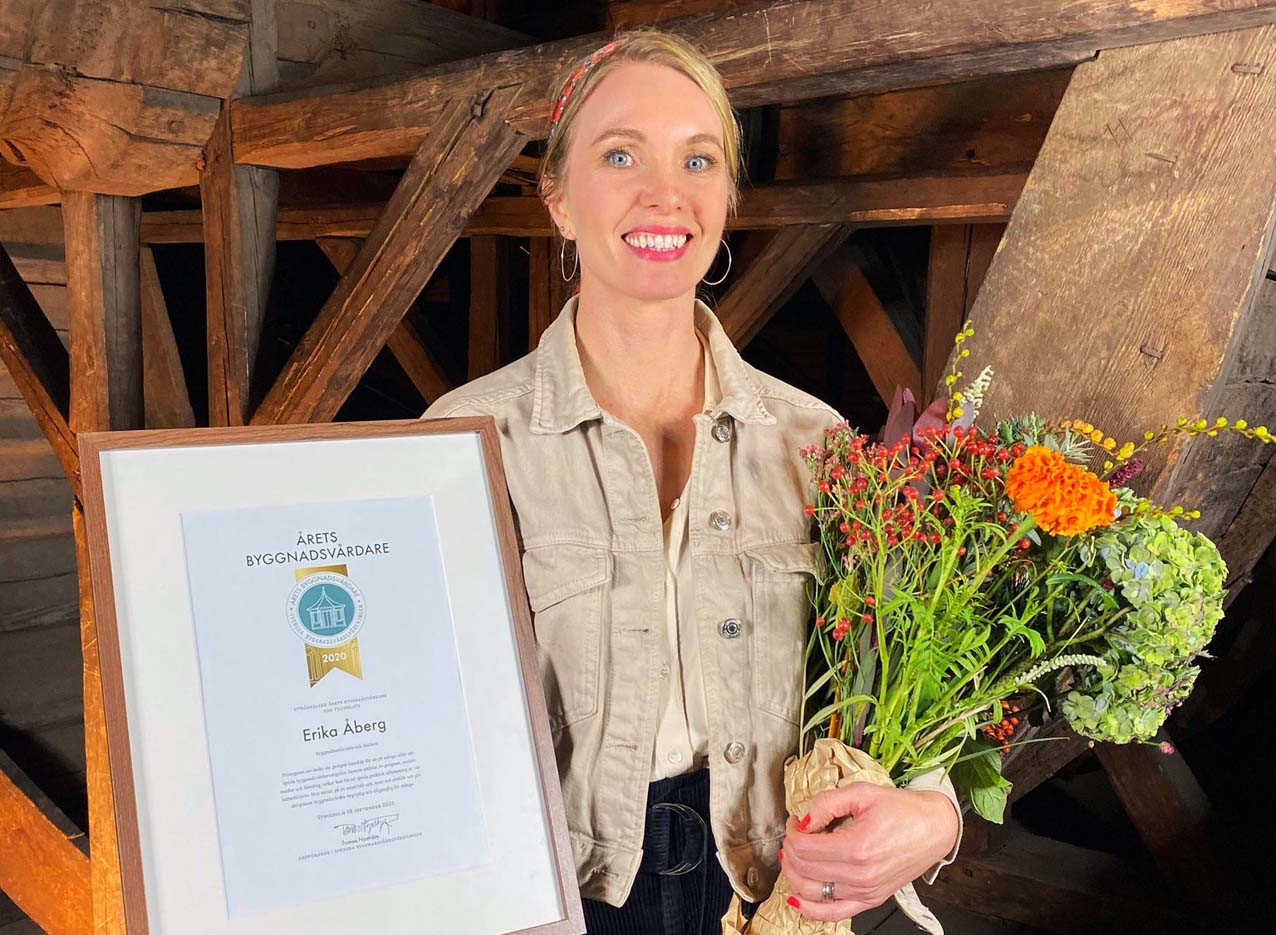
Erika Åberg mottog Årets byggnadsvårdare år 2020. Prisceremonin hölls på Storkyrkans vind i Stockholm.

#### Årets byggnadsvårdare

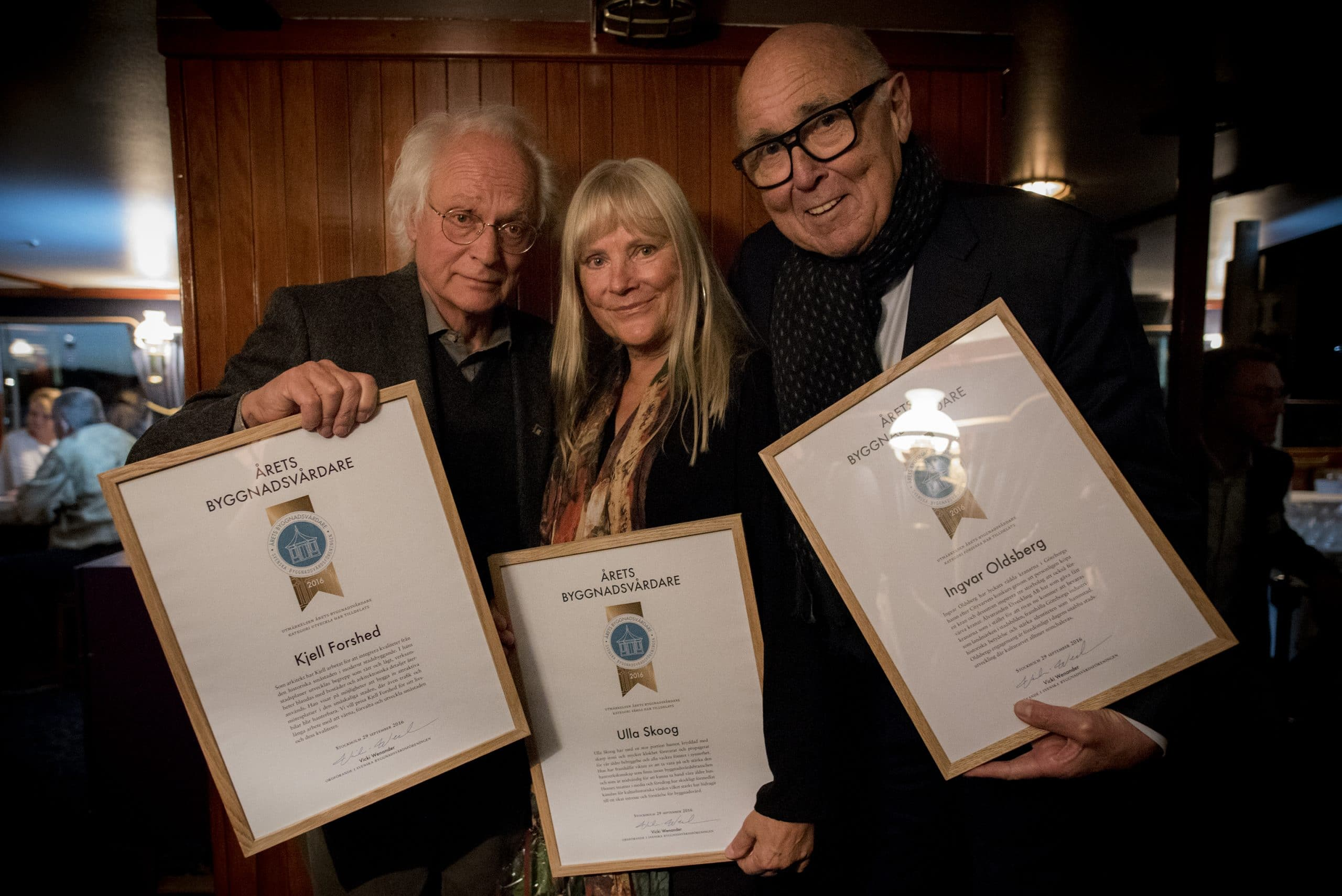
Kjell Forshed, Ulla Skoog och Ingvar Oldsberg mottog Årets byggnadsvårdare 2016

Utmärkelsen har förekommit i olika varianter. Mellan 1985 och 2003 hette det "Diplom för god byggnadsvård". Under en tid delades också priset ut i olika kategorier: mellan 2010 och 2012 i kategorierna Hantverk & restaurering och Information & kunskapsspridning och mellan 2013 och 2019 i kategorierna Försvara, Utveckla och Vårda. Från 2020 använder man endast kategorin Årets byggnadsvårdare.
| Utdelningsår | Prismottagare                           | Priskategori                      |
| ------------ | --------------------------------------- | --------------------------------- |
| 2007         | Ebbamåla bruk                           | Årets byggnadsvårdare             |
| 2008         | Anette Svensson                         | Årets byggnadsvårdare             |
| 2009         | Peter Sörensen                          | Årets byggnadsvårdare             |
| 2010         | Styrelsen för Österängs Ångsåg          | Information & kunskapsspridning   |
| 2010         | Sten Nilsson                            | Hantverk & restaurering           |
| 2011         | Lars S. Sjöberg                         | Hantverk & restaurering           |
| 2011         | Gunilla von Platen                      | Information och kunskapsspridning |
| 2012         | Birgitta Engqvist                       | Hantverk & restaurering           |
| 2012         | Gunnar Peterson                         | Information & kunskapsspridning   |
| 2013         | Benny Ruus                              | Vårda                             |
| 2013         | Flemming Norrgren                       | Utveckla                          |
| 2013         | Johan Chytraeus                         | Försvara                          |
| 2014         | Maria Flinck                            | Vårda                             |
| 2014         | Nils Johan Tjärnlund                    | Försvara                          |
| 2014         | Leva husfabrik                          | Utveckla                          |
| 2015         | Tor Broström                            | Utveckla                          |
| 2015         | Ole Settergren                          | Försvara                          |
| 2015         | Nätverket Traditionsbärarna             | Vårda                             |
| 2016         | Ulla Skoog                              | Vårda                             |
| 2016         | Ingvar Oldsberg                         | Försvara                          |
| 2016         | Kjell Forshed                           | Utveckla                          |
| 2017         | Gustav "Rävjägarn" Bergström            | Försvara                          |
| 2017         | Christina Lillieborg                    | Vårda                             |
| 2017         | Bostadsrättsföreningen Kronobergsgården | Utveckla                          |
| 2018         | Gunnar Almevik                          | Utveckla                          |
| 2018         | Kerstin Johansson                       | Försvara                          |
| 2018         | Bygdegårdsföreningen Årås kvarn         | Vårda                             |
| 2019         | Cathrine Bülow/Ekobyggportalen          | Utveckla                          |
| 2019         | Kalle Melin                             | Vårda                             |
| 2020         | Erika Åberg                             | Årets byggnadsvårdare             |
| 2021         | Handtryckta tapeter Långholmen AB       | Årets byggnadsvårdare             |
| 2022         | Isabelle McAllister                     | Årets byggnadsvårdare             |
| 2023         | Petter Gantelius                        | Årets byggnadsvårdare             |
| 2024         | Niclas Fredriksson                      | Årets byggnadsvårdare             |

#### Byggnadsvårdsstipendiet
SBF delar också varje år ut ett stipendium till en student på en eftergymnasial utbildning; byggnadsvårdsstipendiet.

### Evenemang

#### Byggnadsvårdsläger
Sedan 1992 erbjuder föreningen sina medlemmar att delta vid olika byggnadsvårdsläger. Lägren syftar till att hålla kunskapen om olika hantverk levande med fokus på tradition, kulturhistoria och hållbarhet under ledning av kunniga handledare med målet att bevara kulturarvet. Lägren anordnas i samarbete med externa aktörer, i de flesta fall med finansiellt stöd från landets länsstyrelser.
Bland tidigare läger återfinns: Malingsbo herrgård i, Österbybruks herrgård, Näverkärr, Årås säteri, Stora Ekholmen, Jamtli, Stigens herrgård, Gysinge Centrum för Byggnadsvård och på Florö.

Byggnadsvårdslägren bygger på ett franskt koncept utvecklat av den franska organisationen Rempart, med vilka SBF för ett löpande samarbete.

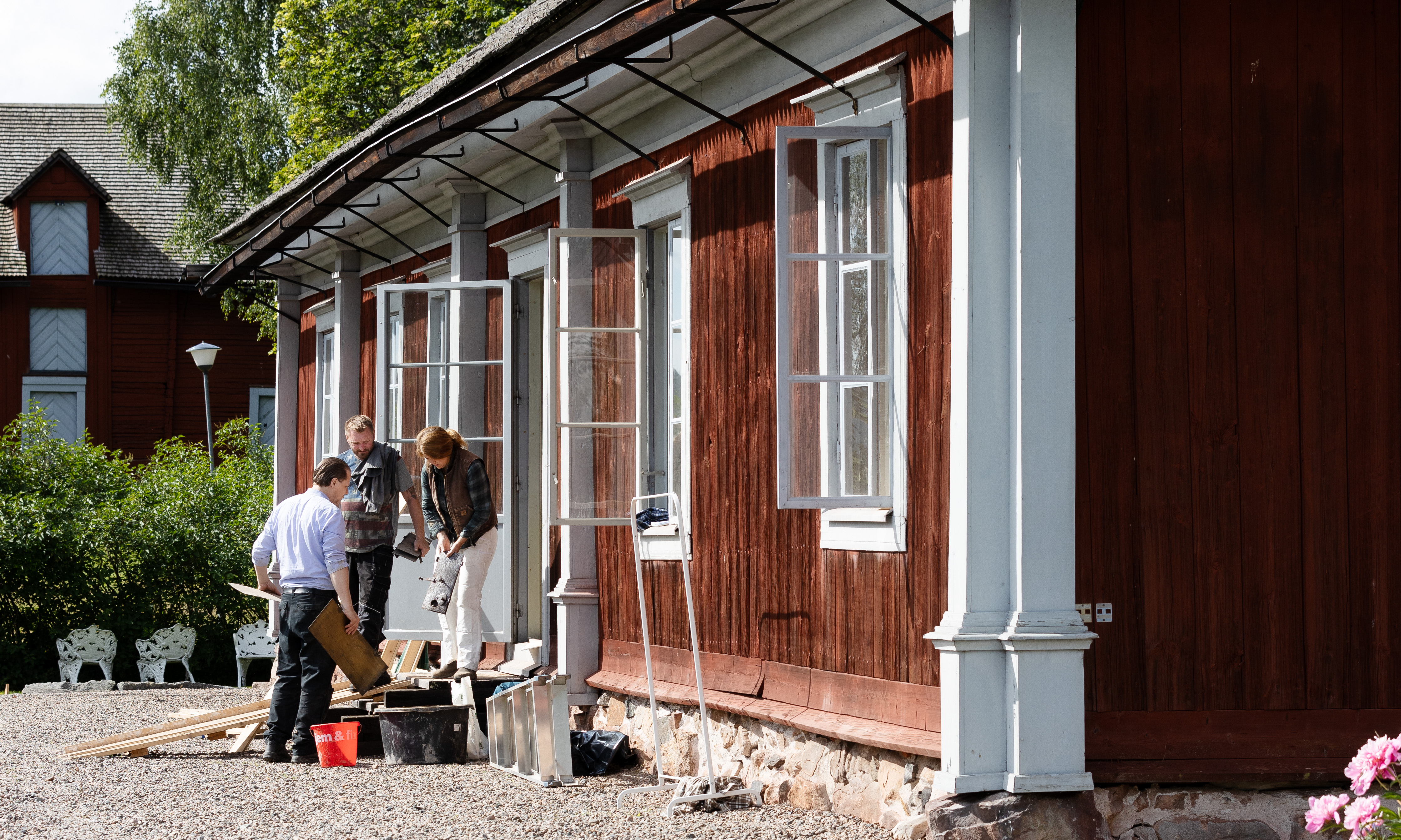
På Malingsbo herrgård har ett flertal specialiserade byggnadsvårdsläger anordnats. Man har bl.a. fokuserat på kakelugnsarbeten.
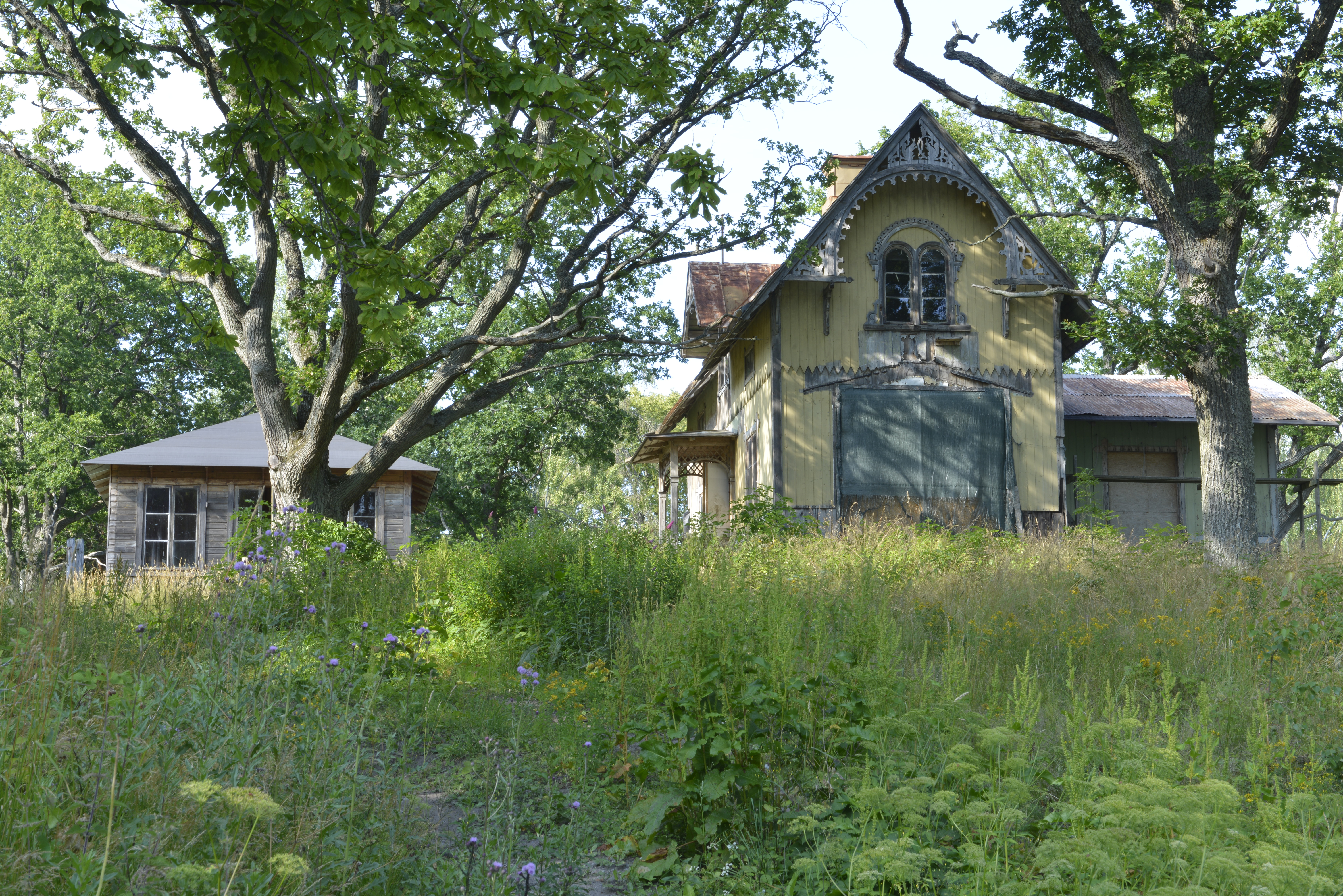
Stora Ekholmen i Stockholm.
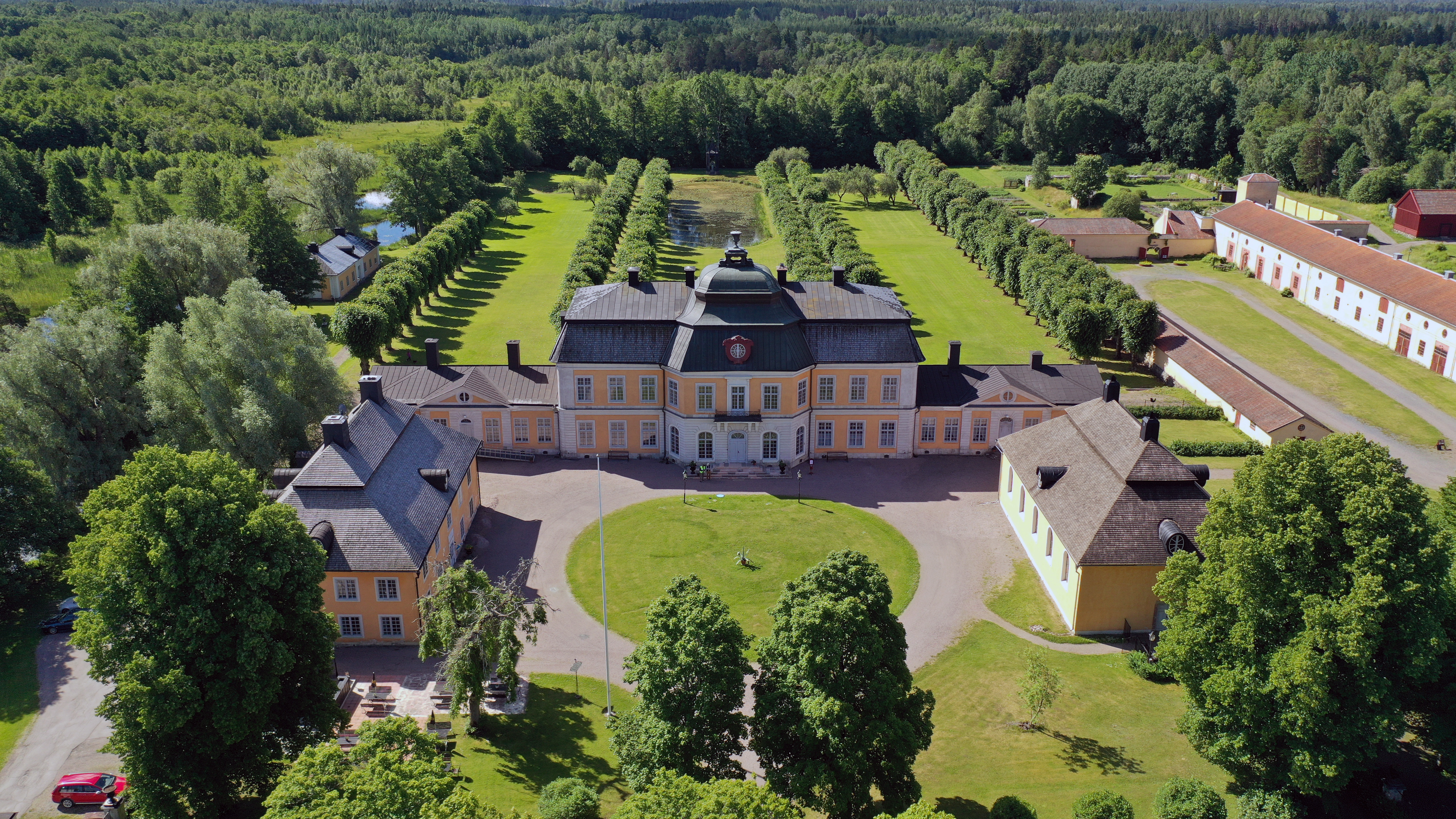
Vid Österbybruks herrgård har man kunnat erbjuda en rad olika läger med fokus på kalkarbeten, måleri och på senare år även trädgård och park.
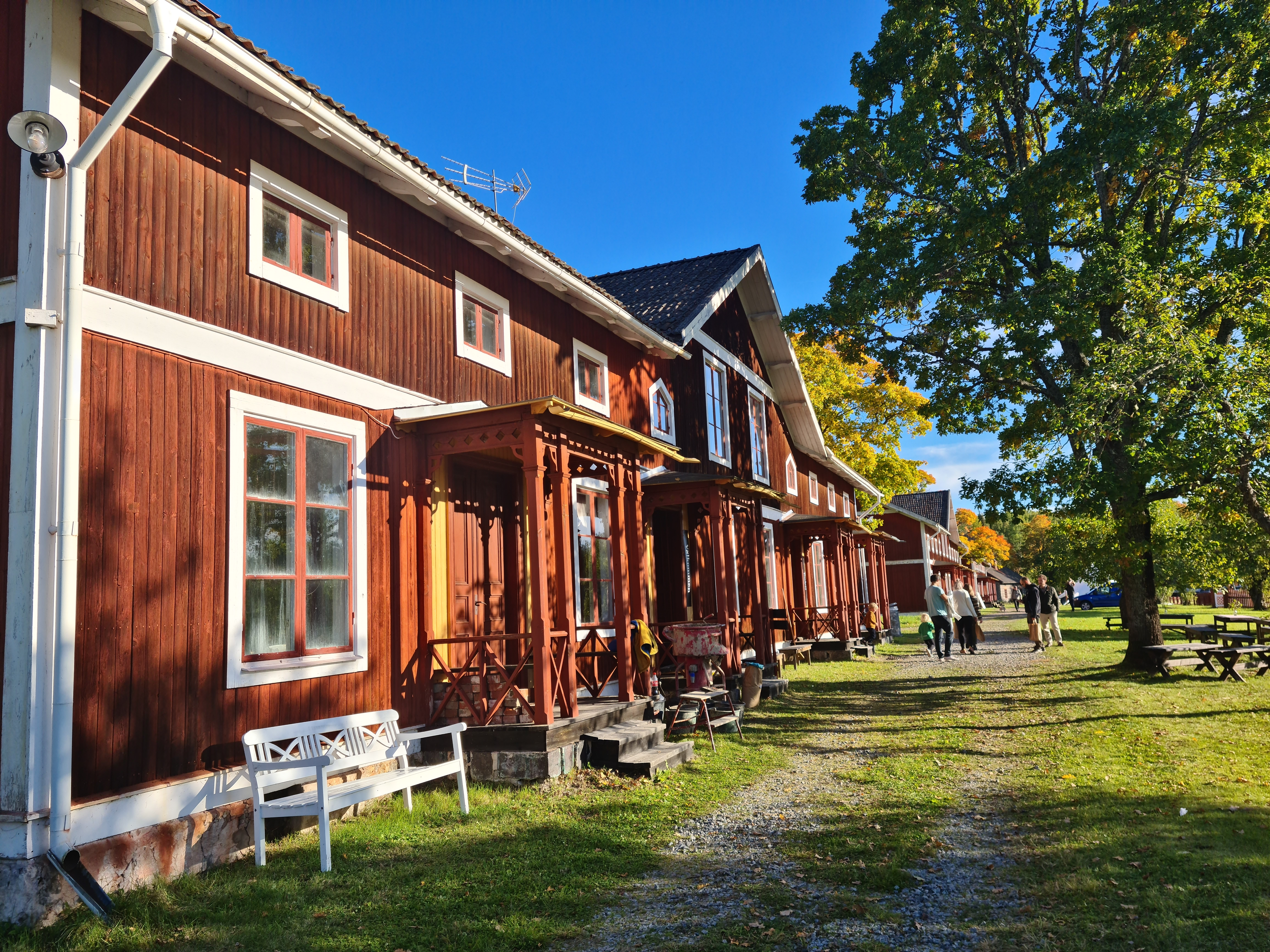
Gysinge Centrum för Byggnadsvård, som också är en av föreningens samarbetsbutiker har anslutit sig som lägerarrangör år 2022.
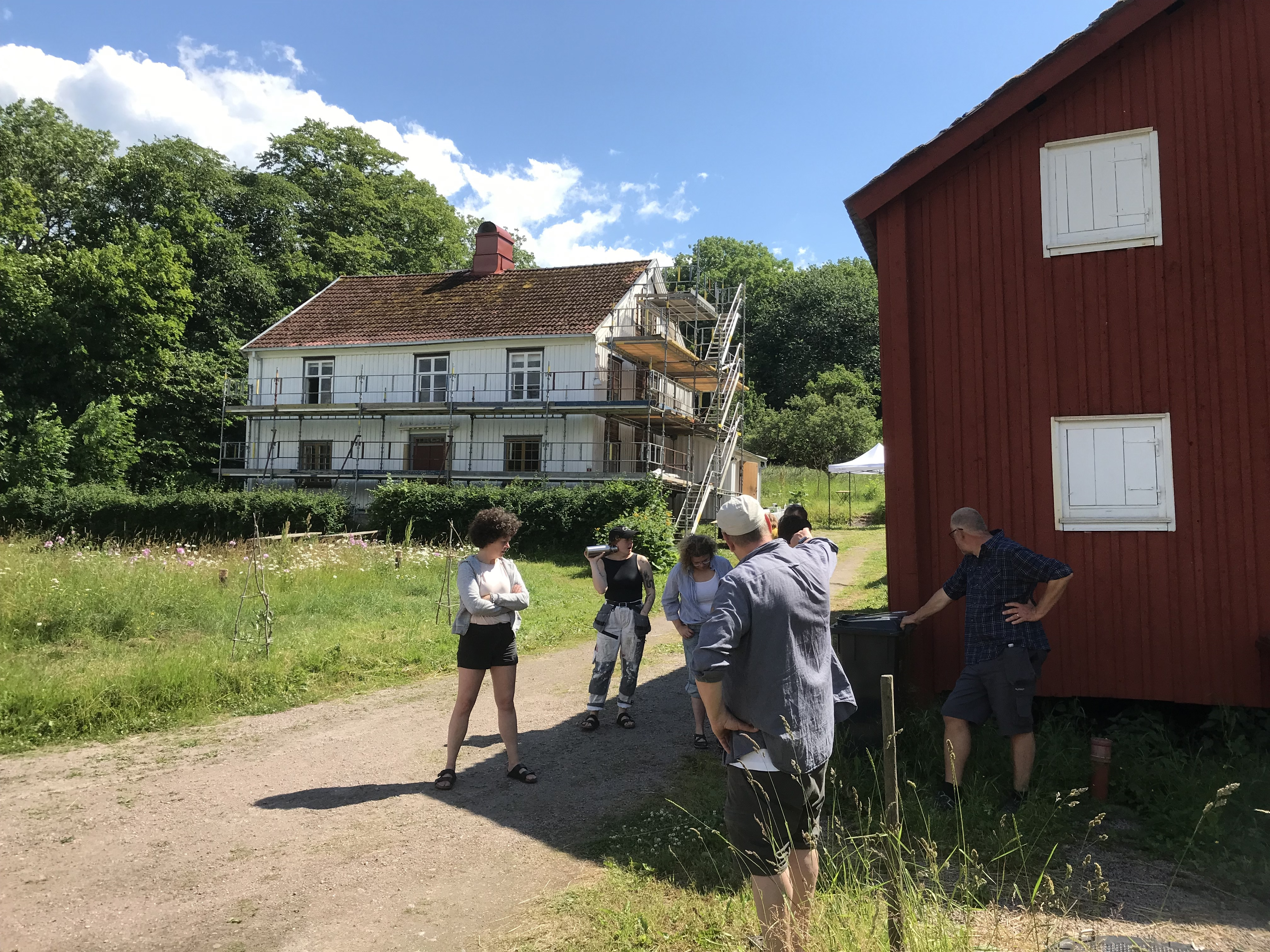
Lägren på Näverkärr är ett av de bredare i utbudet av byggnadsvårdsläger, med flera olika hantverksmoment varje säsong.
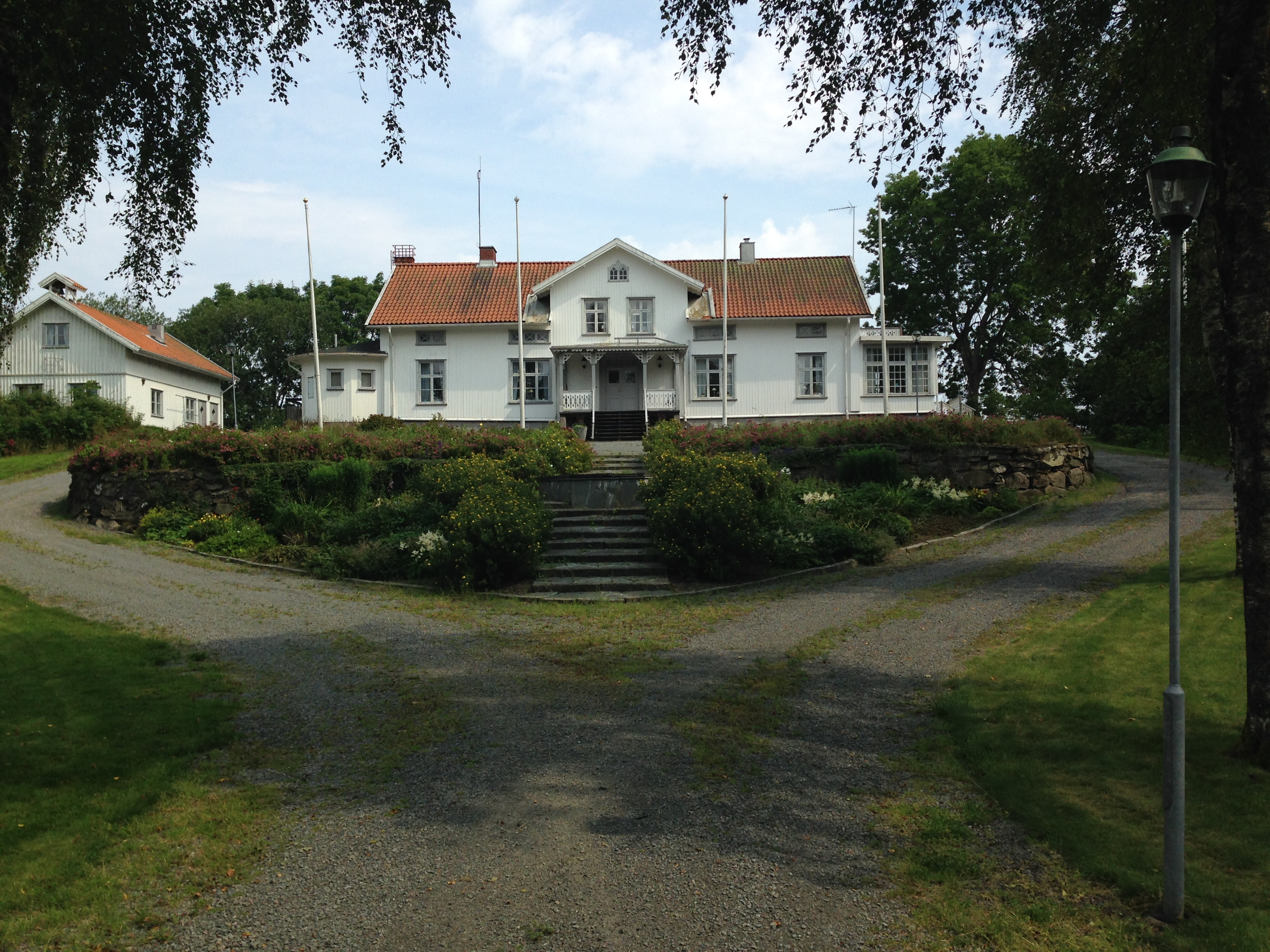
Stigens herrgård är en av nykomlingarna år 2022.
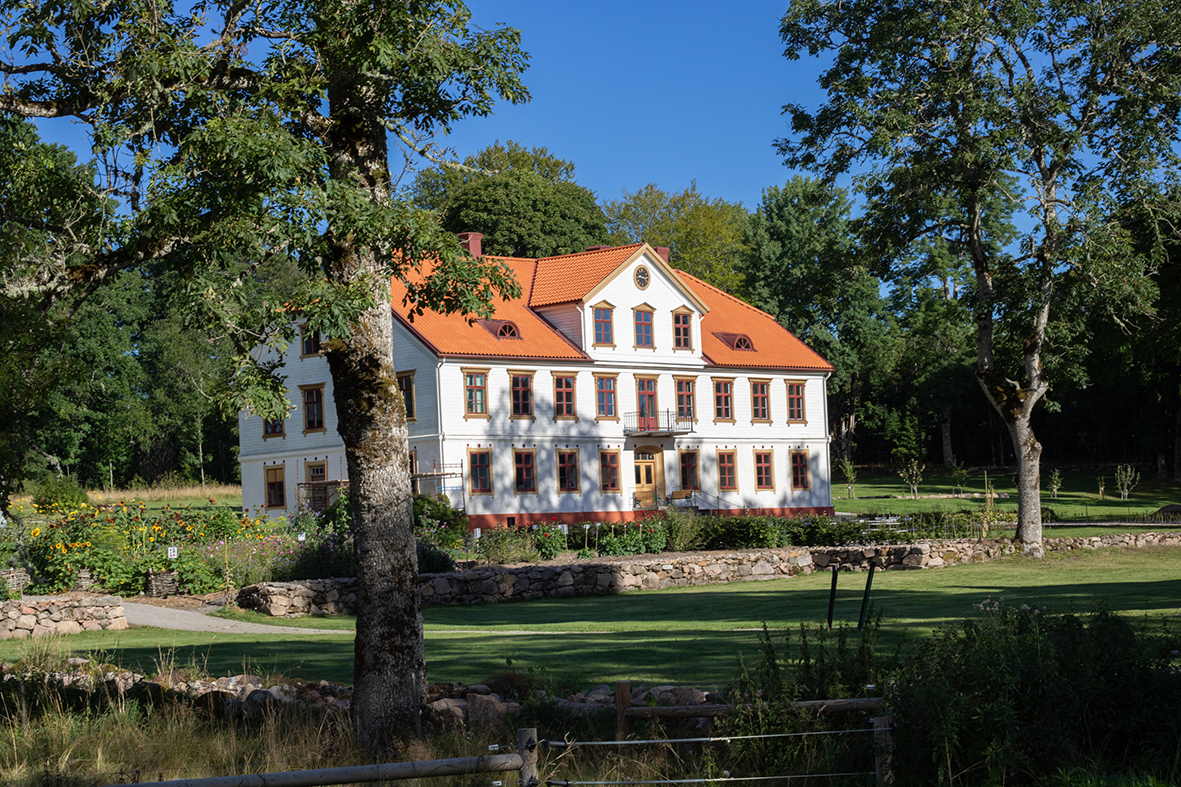
Årås säteri är ett av föreningens mest långtgående samarbeten. Här har man anordnat läger i över tio säsonger.
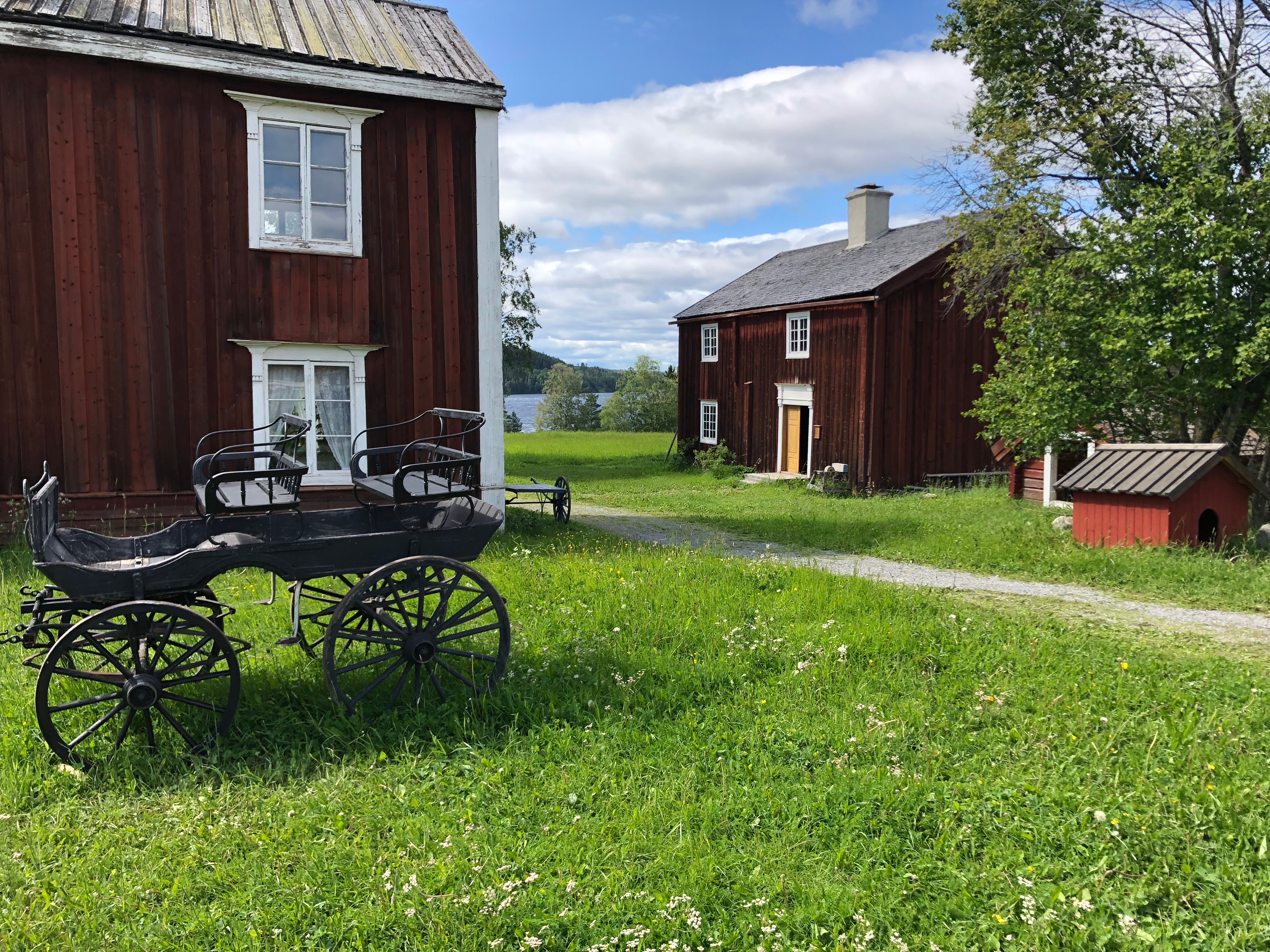
Jamtli har också varit platsen för byggnadsvårdsläger under flera säsonger.

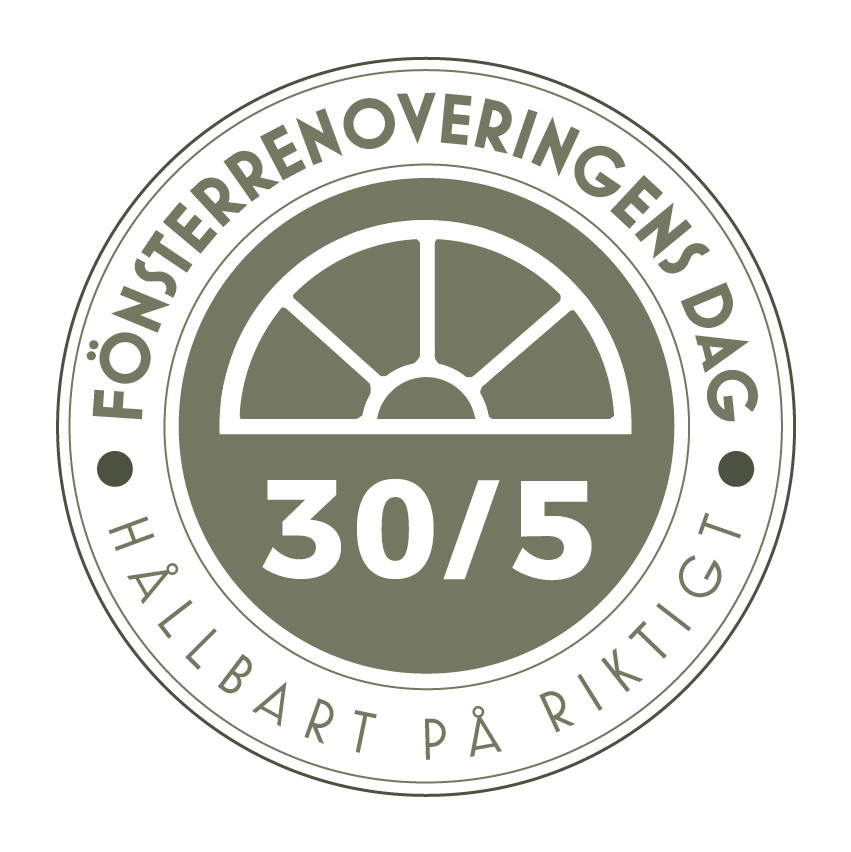
Fönsterrenoveringens dag firas 30 maj varje år.

#### Fönsterrenoveringens dag

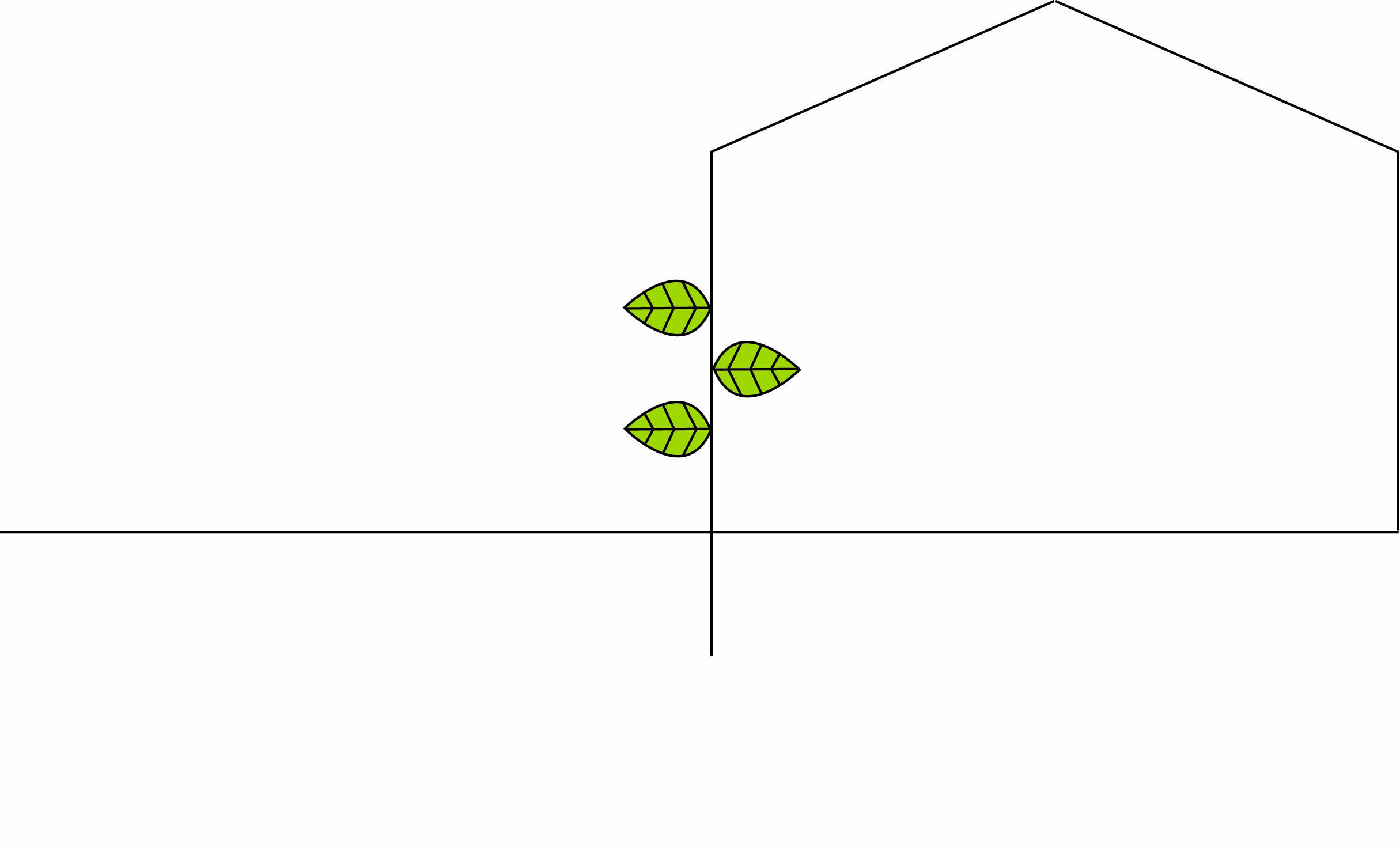
Byggnadsvårdens konvent anordnas vartannat år.

Syftet med Fönsterrenoveringens dag är att sprida kunskap om de miljömässiga, ekonomiska, estetiska och hållbara fördelarna med att vårda sina fönster. De aktiviteter som arrangeras under dagen ska verka inspirerande och utbildande och förmedla praktisk kunskap i hur man till exempel renoverar och energieffektiviserar sina träfönster. Värdet och kvaliteten på äldre fönster är okänt för många. Vackra kvalitetsfönster ersätts ofta med moderna fönster som inte sällan är tillverkade av material med kort livslängd – eller rent av material som inte går att underhålla, till skada för både natur- och kulturmiljö.
Fönsterrenoveringens dag firas den 30 maj varje år.
Bakom initiativet står Svenska byggnadsvårdsföreningen i samarbete med Sveriges länsmuseer.

#### Byggnadsvårdens konvent
Bakom initiativet Byggnadsvårdens konvent står Hantverkslaboratoriet, Västra Götalandsregionen Förvaltningen för kulturutveckling, Byggnadsvårdsföretagen, Svenska byggnadsvårdsföreningen och Riksantikvarieämbetet. Tillsammans bjuder man in hela Sverige till en rad olika aktiviteter i Mariestad.
Byggnadsvårdens konvent samlar branschen. Varje år träffas hantverkare, materialproducenter, förvaltare, antikvarier och många fler för några dagars nätverkande, föreläsningar, presentationer och workshops.
Det är även under Byggnadsvårdens konvent som vinnaren av Årets byggnadsvårdare presenteras.

#### Länsarrangemang
Löpande under året erbjuder föreningen, framförallt genom sina länsombud (föreningens representanter runtom i landet) olika aktiviteter och arrangemang, både för sina medlemmar och för allmänheten.